# 奧地利的利奧波德 (1823-1898)
奧地利的利奧波德（德語：Leopold von Österreich，1823年6月6日—1898年5月24日），奧地利萊納大公的長子，母親是薩丁尼亞的瑪麗亞·埃莉莎貝塔。
利奧波德終生未婚，1898年於奧地利的霍恩斯坦去世，享年74歲。